# Château de Chémery
Le château de Chémery est un château de France situé dans le département de Loir-et-Cher de la région Centre-Val de Loire. Situé sur la commune de Chémery, il est une propriété privée et fait l’objet d’une inscription au titre des monuments historiques depuis le 6 janvier 1926.

## Géographie
Le château de Chémery est situé dans la commune de Chémery, dans le département de Loir-et-Cher de la région Centre-Val de Loire. Il se trouve dans le centre du bourg, en retrait de la route départementale D956. Il est entouré par l'église à l'ouest, la mairie au nord-ouest, un étang au nord-est et des champs à l'est.
Le château en lui-même est entièrement entouré par des douves enjambées par un ancien pont-levis au sud et une passerelle en bois à l'ouest. Deux dépendances du château sont situées à l'extérieur des douves : la grange au dîmes à l'ouest et un ancien pigeonnier qui n'est pas détenu par les propriétaires du château au sud-est. Les constructions du château en lui-même s'organisent autour d'une cour centrale rectangulaire. Dans la partie nord et est se trouvent les anciens communs, dans la partie sud le corps du château proprement-dit et dans la partie ouest un mur d'enceinte.

## Architecture
Le corps du château est constitué de deux parties distinctes correspondant aux deux grandes étapes de sa construction : une partie datant du Moyen Âge à l'ouest et une partie Renaissance à l'est. Les anciens communs sont constitués de bâtiments à un niveau en mur de maçonnerie et toiture en tuile. Il s'organisent en trois bâtiments indépendants accolés entre eux et à la partie renaissance du corps du château. Un mur d'enceinte ferme la cour dans sa partie ouest en reliant l'extrémité des communs à la partie Moyen Âge du corps du château. Lors de sa reconstruction, des traces écartées de 1,40 m dans les murs existants ont permis de retrouver la largeur d'un couloir aménagé dans l'épaisseur de l'enceinte.

## Histoire
Propriété d'un certain Regnault de Chémery en 1236, le château dépend d'une seigneurie relevant de St-Aignan, avec le même destin féodal : les Chalon-Tonnerre la possèdent, puis leurs descendants Beauvilliers et La Roche-Aymon (cf. l'article Paul-Hippolyte pour le passage des Beauvilliers aux La Roche-Aymon) ; château et seigneurie furent notamment à René de Beauvilliers († 1557), 2e Comte de St Aignan en 1539. Mais l'histoire du château est mal connue en raison de la destruction des archives à la Révolution. 
Doté de 600 hectares à la Renaissance, il fut transformé, par les ducs de Beauvilliers et St-Aignan, en simple ferme et siège d'exploitation agricole en 1729, la plupart des fenêtres étant murées pour limiter l'impôt foncier et permettre le stockage des céréales à l'étage. 
Possession de la famille de La Roche-Aymon jusqu'en 1970, il fut acquis par l'écrivaine Madeleine Lemaître et habité par son fils, l'artiste Alain Souchon ; puis par l'architecte Axel Fontaine et sa femme Cécile en 1981, qui en assurent la restauration depuis (les Fontaine sont aussi propriétaires de la tour Beauvoir à Blois).
Aujourd'hui, le château est utilisé pour diverses activités. Des sketchs de la série à succès "Un gars, Une fille" avec Jean Dujardin et Alexandra Lamy y ont notamment été tournés.